# 乔莱昂·莱斯科特
祖利安·列史葛（英語：Joleon Lescott，1982年8月16日—），英格蘭職業足球員，司職中堅，亦可串演左閘，偶爾移前至中場位置。出自伍尔弗汉普顿流浪青訓系統，成名於埃弗顿。

## 生平
列史葛出身於狼隊，為球會上陣逾二百場比賽。
2006年轉投英超的愛華頓後，他還入選了國家隊出賽。
2009年8月25日列史葛轉投曼城，簽約五年，轉會費據報高達2,200萬英鎊，是在英格蘭僅次於里奧·費迪南次高身價的後衛。
2014年6月20日，英超的西布朗與屬自由身的列史葛簽署兩年合約。

## 外部連結
- 足球数据库：乔莱昂·莱斯科特的球员统计数据
- 愛華頓官網簡歷